# Euceratherium collinum
Euceratherium collinum là một loài Bovidae có nguồn gốc tại Bắc Mỹ.

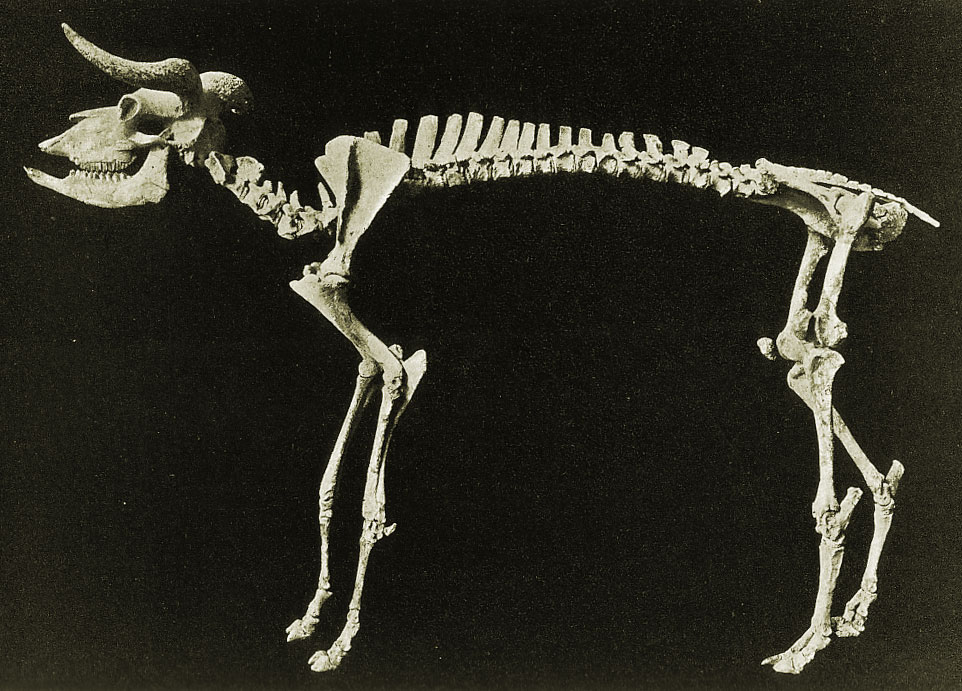
Khung xương

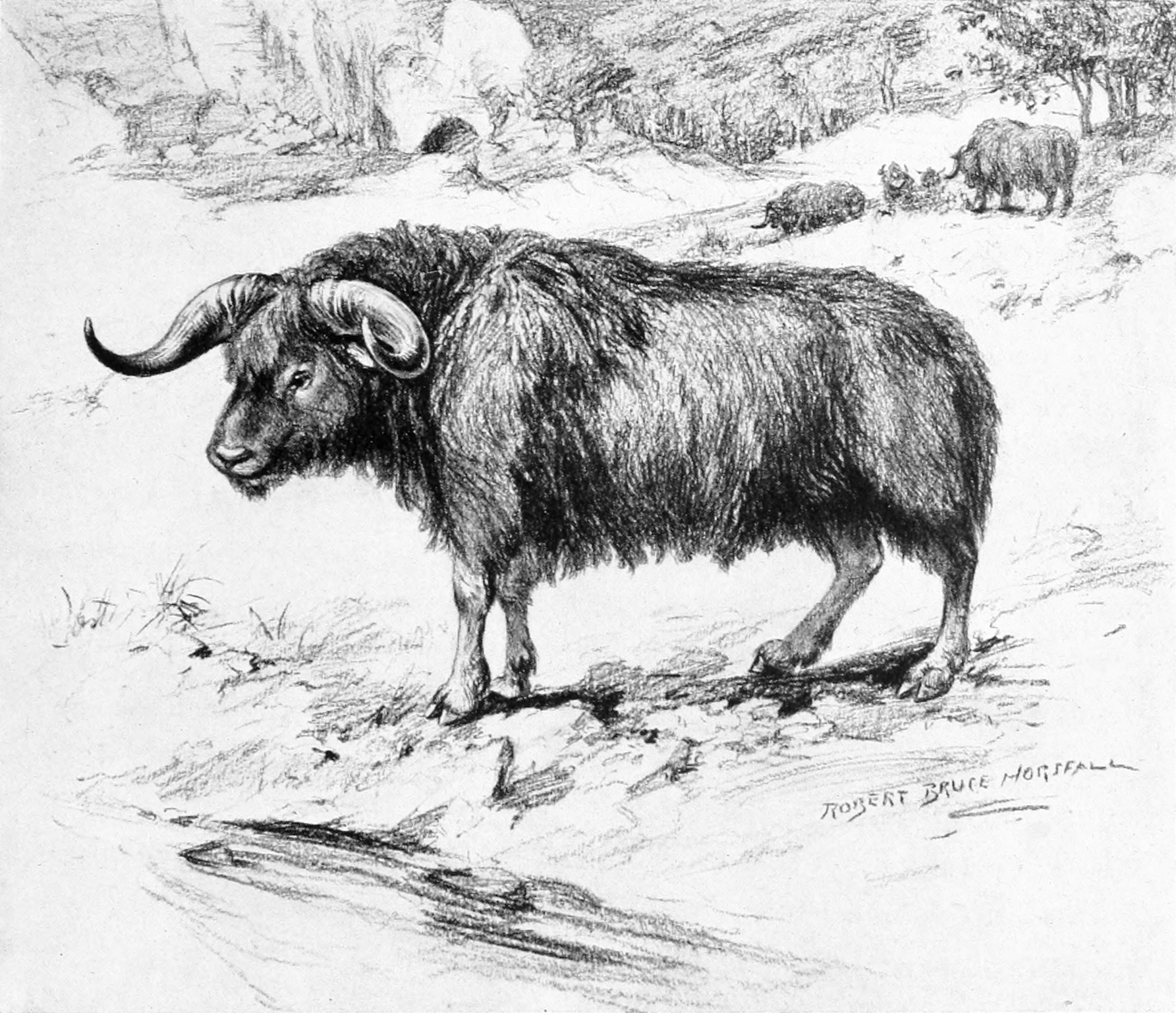
Phục dụng 1913 bởi Robert Bruce Horsfall

Euceratherium là một trong những loài Bovidae đầu tiên xuất hiện tại Bắc Mỹ. Nó xuất hiện trên lục địa này trong khoảng thời gian đầu Pleistocene, rất lâu trước khi Bò rừng bizon đến đây từ lục địa Á-Âu. Nó bị tuyệt chủng khoảng 11.500 năm trước.
Euceratherium có cơ thể đồ sộ và kích thước vào khoảng giữa kích thước của Bò rừng bizon và Bò xạ hương. Loài này có khối lượng được ước tính khoảng 607,5 kg (1.339 lb). Trên cơ sở của chất thải hóa thạch của loài này, nó được cho là có chế độ thức ăn gồm cây gỗ và cây bụi. Chúng dường như thích đồi núi.